# Aleksander Powroźnicki
Aleksander Powroźnicki (ur. 15 lutego 1878, zm. 1940 w Kijowie) – podpułkownik piechoty Wojska Polskiego.

## Życiorys
Urodził się 15 lutego 1878 w rodzinie Marcelego. W piechocie C. K. Armia został mianowany kadetem z dniem 1 września 1897, następnie awansowany na porucznika z dniem 1 listopada 1898, na nadporucznika z dniem 1 listopada 1903. Przez lata był żołnierzem 3 Morawskiego pułku piechoty w Brünn (od około 1902 służył tam także Stanisław Powroźnicki), od około 1904 pułk stacjonował w Mostarze, od około 1906 w Teschen. W jednostce od około 1909 był adiutantem batalionu. Od około 1910 służył w 2 Bośniacko-Hercegowińskim pułku piechoty w Grazu, gdzie około 1911/1912 był adiutantem batalionu. Został awansowany na kapitana z dniem 1 listopada 1912 i nadal służył w 2 p.p.. W latach 1912–1913 wziął udział w mobilizacji sił zbrojnych Monarchii Austro-Węgierskiej, wprowadzonej w związku z wojną na Bałkanach. Od około 1913 był w pułku komendantem oddziału broni maszynowej. Podczas I wojny światowej pozostawał oficerem macierzystego Bośniacko-Hercegowińskiego pułku piechoty nr 2.
Po odzyskaniu przez Polskę niepodległości został przyjęty do Wojska Polskiego jako były oficer C. K. Armii został przyjęty do Wojska Polskiego i zatwierdzony w stopniu majora. Podczas wojny polsko-ukraińskiej na początku 1919 stanął na czele II batalionu 13 pułku piechoty. W latach 1919–1920 w tym stopniu był attaché wojskowym przy Poselstwie RP w Belgradzie. 11 czerwca 1920 został zatwierdzony z dniem 1 kwietnia 1920 w stopniu podpułkownika, w piechocie, w grupie oficerów byłej armii austro-węgierskiej. Pełnił wówczas służbę w Departamencie V Ministerstwa Spraw Wojskowych. 1 czerwca 1921 pełnił służbę w Naczelnym Dowództwie WP, a jego oddziałem macierzystym był 39 pułk piechoty Strzelców Lwowskich. 3 maja 1922 został zweryfikowany w stopniu podpułkownika ze starszeństwem z dniem 1 czerwca 1919 i 46. lokatą w korpusie oficerów piechoty, a jego oddziałem macierzystym był nadal 39 pułk piechoty Strzelców Lwowskich. 10 lipca 1922 został zatwierdzony na stanowisku zastępcy dowódcy 80 pułku piechoty w Słonimie. W kwietniu 1924 został przeniesiony do 12 pułku piechoty w Wadowicach na stanowisko zastępcy dowódcy pułku. W maju 1927 został zwolniony z zajmowanego stanowiska i oddany do dyspozycji dowódcy Okręgu Korpusu Nr V. Następnie przeniesiony w stan spoczynku. Mieszkał we Lwowie. W 1934 jako oficer w stanie spoczynku był przydzielony do Oficerskiej Kadry Okręgowej nr VI jako oficer przewidziany do użycia w czasie wojny i pozostawał wówczas w ewidencji Powiatowej Komendy Uzupełnień Lwów Miasto.
Po wybuchu II wojny światowej i agresji ZSRR na Polskę z 17 września 1939 na terenach wschodnich II Rzeczypospolitej został aresztowany przez sowietów. Został przewieziony do więzienia przy ulicy Karolenkiwskiej 17 w Kijowie. Tam został zamordowany przez NKWD prawdopodobnie na wiosnę 1940. Jego nazwisko znalazło się na tzw. Ukraińskiej Liście Katyńskiej opublikowanej w 1994 (został wymieniony na liście wywózkowej 71/1-15 oznaczony numerem 2320). Ofiary tej części zbrodni katyńskiej zostały pochowane na otwartym w 2012 Polskim Cmentarzu Wojennym w Kijowie-Bykowni.

## Ordery i odznaczenia
- Krzyż Walecznych – 1922 „za obronę Lwowa”[40]

austro-węgierskie
- Brązowy Medal Zasługi Wojskowej na wstążce Krzyża Zasługi Wojskowej (przed 1916)[23] z mieczami (przed 1918)[25]
- Brązowy Medal Jubileuszowy Pamiątkowy dla Sił Zbrojnych i Żandarmerii (około 1899)[7]
- Krzyż Jubileuszowy Wojskowy (około 1908)[16]
- Krzyż Pamiątkowy Mobilizacji 1912–1913 (około 1913)[22]